# Tripoplax calypso
Tripoplax calypso is een keverslakkensoort uit de familie van de Ischnochitonidae. De wetenschappelijke naam van de soort is voor het eerst geldig gepubliceerd in 2008 door Clark.